# Eleuterio Anguita Hinojosa
Eleuterio Anguita Hinojosa (Madrid, 31 de març de 1969) és un ciclista espanyol, ja retirat, que fou professional entre 1991 i 2001. El seu principal èxit va ser una victòria d'etapa a la Volta a Espanya de 1997.

## Palmarès
- 1988
  -  Campió d'Espanya en Cursa per punts
- 1991
  - Vencedor d'una etapa del Trofeu Joaquim Agostinho
- 1993
  - Vencedor d'una etapa de la Volta a Galícia
- 1995
  - Vencedor d'una etapa de la Volta a l'Alentejo
- 1997
  - Vencedor d'una etapa de la Volta a Espanya
- 1998
  - Vencedor d'una etapa de la Volta a Burgos

### Resultats a la Volta a Espanya
- 1992. 110è de la classificació general
- 1993. 65è de la classificació general
- 1994. 90è de la classificació general
- 1995. 80è de la classificació general
- 1996. 59è de la classificació general
- 1997. Abandona. Vencedor d'una etapa
- 1998. 50è de la classificació general
- 1999. 79è de la classificació general
- 2000. 41è de la classificació general
- 2001. 32è de la classificació general

### Resultats al Giro d'Itàlia
- 1991. 72è de la classificació general
- 1995. 98è de la classificació general